# Hermann Vetter (Musikpädagoge)
Hermann Friedrich Vetter (* 9. Juli 1859 in Großdrebnitz; † 21. Mai 1928 in Dresden) war ein Pianist und Musikpädagoge.

## Leben
Vetter war der Sohn des Bauerngutbesitzers Friedrich August Vetter und seiner Frau Wilhelmine Pauline, geb. Winkler.
1878 ging er zum Militär, bei dem er u. a. erster Geiger und Trompeter in einer Militärkapelle war. Danach studierte er Klavier am Königlichen Konservatorium für Musik und Theater in Dresden. Ab dem 1. April 1895 war er als Hochschullehrer am Konservatorium tätig. 1906 übernahm Vetter den Vorstand für die Abteilung der Tasteninstrumente und gehörte damit zum Direktionsrat der Lehreinrichtung, worauf er am 29. Mai 1907 zum Professor berufen wurde.

## Werke
- Technische Studien. Übungsstoff für den Klavierunterricht, Leipzig 1896
- Die ersten Musikstückchen für Anfänger im Klavierspiel. Neun melodische, instruktive und progressive Vortragsstücke, op. 5, Leipzig o. J.
- Musikalische Antipoden zu 3 Klavierstücken von R. Schumann, op. 7, Leipzig o. J.
- Bearbeitung von 66 ausgewählte Klavier-Etüden von J. B. Cramer, Leipzig 1892
- Herausgabe von F. Liszt, op. 1, 12 Etüden, Leipzig 1906
- Zur Technik des Klavierspiels, o. O. 1908; Impromptu für Klavier, Leipzig 1915